# The Daily (ニューズ・コーポレーション)
The Dailyとはかつてニューズ・コープがアメリカ合衆国とオーストラリアで発行していた世界初のiPad（廃刊時点でGalaxy Tab 10.1やFacebookにも対応していた）にのみ対応のニュースアプリケーションである。
当初2011年1月19日にニューズ・コーポレーションとAppleがサンフランシスコにて創刊する計画だったが遅れることになり、同年2月2日にニューヨークのソロモン・R・グッゲンハイム美術館にて創刊にこぎつけた。
しかし、結果が伴わなかったため2012年7月より「on watch」とされ、有料購読者が10万人以上いたのにもかかわらず年推定3000万ドルの損失を計上した。
2012年12月3日、ニューズ・コーポレーションは同月15日に自社再編の一環としてThe Dailyを廃刊することを発表した。
創刊号では全米レストラン協会の元従業員による協会CEOで2012年共和党大統領予備選挙候補者であるハーマン・ケインが行ったセクハラ行為の告発を掲載した。